# 岩本義和
岩本（湯上）義和（いわもと/ゆがみ よしかず）は、日本の数学者。

## 来歴
1950年、旧制大阪理工科大学（現近畿大学）卒業。大阪府立高校教諭を歴任し、現在は引退。
「神が数学の定理の完全な証明を書き残しておく天書」が存在するとして、それを近似的にでも実現しようというアイデアから生まれた本「Proofs from THE BOOK」(M. Aigner and G.M. Ziegler, Springer, 日本語訳「天書の証明」シュプリンガー・フェアラーク東京）に唯一人引用されている日本人である。引用の内容は{\displaystyle \pi ^{2}} が無理数であることの初等的証明（円周率の無理性の証明）であり、海外の数学書で多く引用されている。原論文は大阪理工科大学が発刊していた雑誌 Journal of the Osaka Institute of Science and Technology（現Journal of the School of Science and Engineering, Kinki University）に掲載されている。